# 克伯克圩孜乡
克伯克圩孜乡，是中华人民共和国新疆维吾尔自治区伊犁哈萨克自治州伊宁市下辖的一个乡镇级行政单位。

## 行政区划
克伯克圩孜乡下辖以下地区：
团结村、克伯克圩孜村和阿热买里村。